# 1358 Gaika
1358 Gaika è un asteroide della fascia principale del diametro medio di circa 19,96 km. Scoperto nel 1935, presenta un'orbita caratterizzata da un semiasse maggiore pari a 2,4765078 UA e da un'eccentricità di 0,1669507, inclinata di 2,17260° rispetto all'eclittica.
Il nome si riferisce a un clan che regnò nel territorio del Transkei, in Sudafrica.